# Île de Franche Garenne
L’île de Franche Garenne est une île de Belgique située à Visé (province de Liège).

## Géographie
L'île mesure 600 mètres de long pour 55 mètres de largeur maximale. Sa superficie totale est de 2,8 hectares (28 000 mètres carrés).

## Histoire
L'île fait l'objet d'activités humaines depuis le Moyen Âge, pour le pâturage, le ramassage du bois et la cueillette.
À la suite de travaux routiers (axe autoroutier Liège-Maastricht), et de la construction du port d'Argenteau, l'île fut coupée de deux tiers.